# Cho Yi-hyun
Cho Yi-hyun (* 8. Dezember 1999 in Gwangmyeong) ist eine südkoreanische Schauspielerin. Sie erlangte Bekanntheit durch ihre Rollen in Fernsehserien wie All of Us Are Dead.

## Leben
Cho Yi-hyun besuchte die Hanlim Multi Art School in Seoul und begann anschließend ein Studium an der Kyung-Hee-Universität. Sie gab ihr Schauspieldebüt 2017 mit kleinen Auftritten in mehreren Fernseh- und Webserien. 2018 unterzeichnete Cho Yi-hyun einen Exklusivvertrag bei JYP Entertainment, wechselte aber schon im Jahr darauf zur Agentur Artist Company. 2019 erhielt sie als Seo Yeon in zehn Folgen der Historienserie My Country: The New Age ihre erste größere Rolle.
Von 2020 bis 2021 spielte Cho Yi-hyun die wiederkehrende Rolle der Medizinstudentin Jang Yoon-bok in beiden Staffeln der Arztserie Hospital Playlist. 2021 folgte ihre erste Hauptrolle als Schülerin Jin Ji-won in der Jugendserie School 2021, für die sie im selben Jahr zusammen mit ihrem Schauspielkollegen Kim Yo-han mit dem Best Couple Award der KBS Drama Awards ausgezeichnet wurde. Größere Bekanntheit auch außerhalb Südkoreas erlangte Cho Yi-hyun 2022 durch ihren Auftritt als Choi Nam-ra in der Netflix-Zombieserie All of Us Are Dead.

## Filmografie (Auswahl)
- 2018: The Guest (Son the guest; Fernsehserie, eine Folge)
- 2019: Homme Fatale (Gibangdoryeong)
- 2019: My Country: The New Age (Naui Nara; Fernsehserie, 10 Folgen)
- 2020–2021: Hospital Playlist (Seulgiroun Uisasaenghwal; Fernsehserie, 14 Folgen)
- 2020: How to Buy a Friend (Gyeyakujung; Fernsehserie, acht Folgen)
- 2021–2022: School 2021 (Hakgyo 2021; Fernsehserie, 16 Folgen)
- 2022: All of Us Are Dead (Jigeum Uri Hakgyoneun; Fernsehserie, 12 Folgen)
- 2025: Der Kuhhirte und die Fee (Gyeonuwa Seonnyeo; Fernsehserie 12 Folgen)